# Paul Hartmann

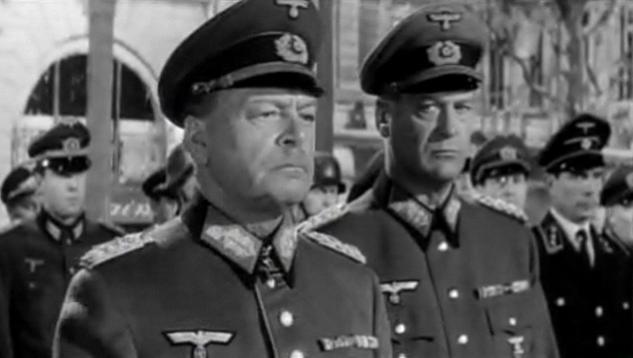
Paul Hartmann (izquierda) y Curd Jürgens en El día más largo (1962).

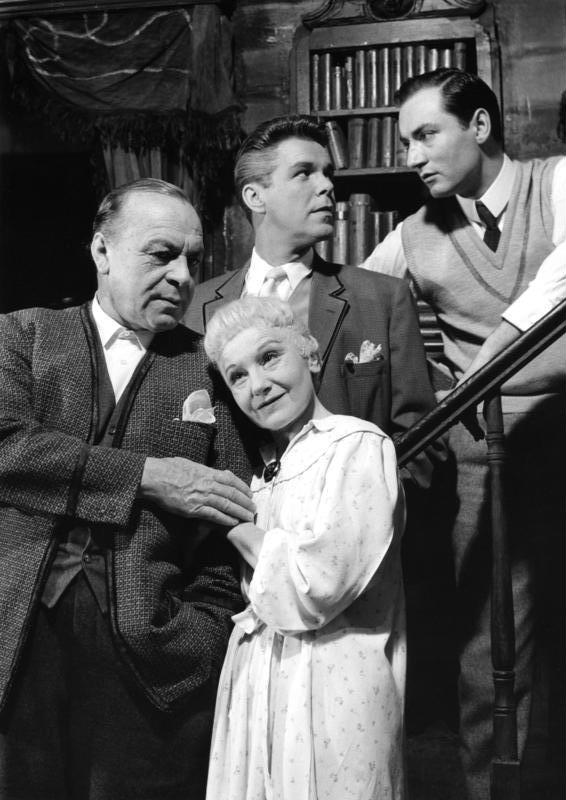
De izquierda a derecha: Paul Hartmann, Elisabeth Bergner, Heinz Drache y Martin Benrath, en el teatro en Bonn en 1957, en Largo viaje hacia la noche.

Paul Hartmann (8 de enero de 1889 – 30 de junio de 1977)) fue un actor teatral, cinematográfico y televisivo de nacionalidad alemana.

## Biografía
Su nombre completo era Paul Wilhelm Constantin Hartmann, y nació en Fürth, Alemania. A lo largo de su carrera fue un activo actor teatral, debutando en la escena en 1908. En este medio destaca su papel de James Tyrone en enero de 1957 en la representación llevada a cabo en Bonn de la pieza de Eugene O'Neill Largo viaje hacia la noche, en la que también actuaba Elisabeth Bergner.
Hartmann trabajó en el cine desde 1915 a 1962, colaborando en un total de 116 filmes, la mayoría producciones alemanas, 63 de ellas mudas y rodadas antes de 1927. Entre sus películas sonoras, producidas a partir de 1932, destaca la película biográfica de propaganda nazi Bismarck (1940), en el que encarnaba a Otto von Bismarck. Su último papel para la gran pantalla fue el del mariscal Gerd von Rundstedt en la cinta bélica estadounidense El día más largo (1962).
En la televisión actuó en ocho telefilmes, emitidos entre 1961 y 1969.
Paul Hartmann falleció en Múnich, Alemania, en 1977.

## Selección de su filmografía

### Cine
- 1915 : Die verschleierte Dame, de Richard Oswald
- 1916 : Ein Blatt Papier, de Joe May
- 1919 : Die Liebschaften der Käthe Keller, de Carl Froelich
- 1920 : Maria Magdalene, de Reinhold Schünzel
- 1920 : Die Tänzerin Barberina, de Carl Boese
- 1920 : Anna Boleyn, de Ernst Lubitsch
- 1920 : Katharina die Große, de Reinhold Schünzel
- 1921 : Schloß Vogelöd, de Friedrich Wilhelm Murnau
- 1921 : Der Roman der Christine von Herre, de Ludwig Berger
- 1922 : Luise Millerin, de Carl Froelich
- 1922 : Der falsche Dimitri, de Hans Steinhoff
- 1922 : Der Pantoffelheld, de Reinhold Schünzel
- 1923 : Alt Heidelberg, de Hans Behrendt
- 1923 : Der verlorene Schuh, de Ludwig Berger
- 1925 : Der Rosenkavalier, de Robert Wiene
- 1927 : Tingel Tangel, de Gustav Ucicky
- 1932 : F.P.1. antwortet nicht, de Karl Hartl
- 1933 : Großfürstin Alexandra, de Wilhelm Thiele
- 1933 : Der Tunnel, de Curtis Bernhardt
- 1935 : Alles um eine Frau, de Alfred Abel
- 1935 : Mazurka, de Willi Forst
- 1936 : Port Arthur, de Nicolas Farkas
- 1936 : Das Schloß in Flandern, de Géza von Bolváry
- 1936 : Die klugen Frauen,
- 1938 : Mit versiegelter Order, de Karl Anton
- 1938 : Pour le Mérite, de Karl Ritter
- 1939 : Legion Condor, de Karl Ritter
- 1940 : Bismarck, de Wolfgang Liebeneiner
- 1941 : Ich klage an, de Wolfgang Liebeneiner
- 1944 : Die Affäre Roedern, de Erich Waschneck
- 1951 : Das Tor zum Frieden, de Wolfgang Liebeneiner
- 1952 : Der große Zapfenstreich, de George Hurdalek
- 1953 : Der Klosterjäger, de Harald Reinl
- 1954 : Regina Amstatten, de Kurt Neumann
- 1955 : Rosen im Herbst, de Rudolf Jugert
- 1955 : Die Barrings, de Rolf Thiele
- 1957 : Es wird alles wieder gut, de Géza von Bolváry
- 1959 : Rosen für den Staatsanwalt, de Wolfgang Staudte
- 1959 : Buddenbrooks, de Alfred Weidenmann
- 1959 : Der blaue Nachtfalter, de Wolfgang Schleif
- 1962 : Waldrausch, de Paul Ostermayr
- 1962 : El día más largo, de Ken Annakin, Andrew Marton y otros

### Televisión
- 1961 : Hermann und Dorothea, de Ludwig Berger
- 1965 : Requiem für eine Nonne, de Kurt Meisel
- 1969 : Demetrius, de Ludwig Berger y Heribert Wenk

## Teatro (selección)
- 1957 : Largo viaje hacia la noche, de Eugene O'Neill, adaptación de Ursula Schuh y Oscar Fritz Schuh, con Elisabeth Bergner